# Streets of Philadelphia
Streets of Philadelphia is een nummer geschreven en gezongen door de Amerikaanse muzikant Bruce Springsteen, afkomstig uit de film Philadelphia uit 1993. Het is een langzaam melodisch nummer over leven met aids. Het nummer won een Academy Award voor Beste Originele Nummer. Op 31 januari 1994 werd het nummer eerst in Europa op single uitgebracht en op 11 februari dat jaar volgden de VS, Canada, Australië en Nieuw-Zeeland.

## Achtergrond
Begin 1993 vroeg de regisseur van Philadelphia, Jonathan Demme, aan Springsteen om een nummer te schrijven voor de film. In juni van dat jaar, nadat hij zijn "Other Band Tour" had afgerond, deed hij dat. Tijdens de opname van het nummer bespeelde Springsteen bijna alle instrumenten zelf. De bas en achtergrondzang zijn van Tommy Simms. Er werden tijdens de opname ook een saxofoon en zang van Ornette Coleman en Jimmy Scott gemaakt. Deze opnames zijn nooit in het nummer gebruikt.
Het nummer werd in augustus 1993 uitgebracht als single voor de film soundtrack. Het werd begin 1994 als aparte single uitgebracht en werd een grote hit voor Springsteen in Europa, Oceanië, thuisland de Verenigde Staten en Canada. In thuisland de VS werd de 9e positie bereikt in de Billboard Hot 100. in Canada, Oostenrijk, Frankrijk, Italië, Noorwegen, IJsland, Duitsland, Ierland en de Eurochart Hot 100 werd de nummer 1-positie behaald. In het Verenigd Koninkrijk werd de 2e positie bereikt in de UK Singles Chart, Nieuw-Zeeland en Zweden de 3e en in Australië de 4e.
In Nederland werd de single destijds veel gedraaid op de landelijke radiozenders en werd een gigantische hit. Het was voor de zanger zijn laatste top 10-hit in onder andere Nederland; de 6e positie in de Nederlandse Top 40 op destijds Radio 538 en de 5e positie in de toentertijd nieuwe publieke hitlijst op Radio 3FM; de Mega Top 50).
In België bereikte de single de nummer 1-positie in de Vlaamse Radio 2 Top 30 en de 2e positie in de voorloper van de Vlaamse Ultratop 50). In Wallonië werd géén notering behaald.
Sinds de editie van december 2001 staat de single onafgebroken genoteerd in de jaarlijkse NPO Radio 2 Top 2000 van de Nederlandse publieke radiozender NPO Radio 2, met als hoogste notering tot nu toe een 76e positie in 2001.

## Videoclip
De videoclip voor Streets of Philadelphia werd, net als de film zelf, geregisseerd door Jonathan Demme, hier met hulp van zijn neef Ted Demme. De clip begint met Springsteen die door de straten van Philadelphia loopt. Later loopt hij door een park en langs een schoolplein. Tussendoor wordt beeldmateriaal uit de film gebruikt. De clip eindigt wanneer Springsteen langs de Delaware River loopt. In de clip is ook Tom Hanks te zien. Hanks speelt in de film de hoofdrol.
De zang voor de clip werd live heropgenomen tijdens het filmen met een verborgen microfoon, om zo de zang en de mondbewegingen gelijk te laten lopen. Zonder deze techniek had het er waarschijnlijk niet emotioneel genoeg uitgezien.
In Nederland werd de videoclip destijds op televisie uitgezonden door MTV Europe en op Nederland 2 door Veronica in het popprogramma Countdown (tot september 1993) en de tv-versie van de Mega Top 50 (vanaf januari 1994) en door de TROS in het popprogramma Popformule (1993).

## Tracklijst
VS single (vinylsingle, cd-maxi single, cassette-single)
1. "Streets of Philadelphia" – 3:51
2. "If I Should Fall Behind" – 4:43

Internationale single (vinylsingle, cd-maxi single, cassette-single)
1. "Streets of Philadelphia" – 3:51
2. "If I Should Fall Behind" – 4:43
3. "Growin' Up" – 3:13
4. "The Big Muddy" – 4:11

De B-kanten van de singles werden gehaald van het livealbum InConcert/MTV Plugged, opgenomen tijdens de "Other Bandtour" van Springsteen.

## Prijzen
Academy Awards
- Academy Award voor Beste Originele Nummer

Grammy Awards
- Song of the Year
- Best Rock Song
- Best Male Rock Vocal Performance
- Best Song Written for a Motion Picture

MTV Video Music Awards
- Best Video from a Film

## Live optredens
Vanwege de goede resultaten voor het nummer bij prijsuitreikingen, speelde Springsteen het nummer drie keer tijdens grote tv-shows die op primetime werden uitgezonden: tijdens de 66ste Oscaruitreiking in maart 1994, tijdens de MTV Video Music Awards in september 1994 en tijdens de Grammy Awards van 1995 in maart 1995. Ook door het grote succes van de film Philadelphia werd Streets of Philadelphia een van Bruce Springsteens meest bekende nummers uit zijn carrière.
Desondanks treedt Springsteen weinig op met het nummer tijdens zijn concerten. Tijdens zijn tour in 1995-1997 bracht hij het nummer met als begeleiding slechts een gitaar, zonder de synthesizers en drums.

## Covers
Het nummer wordt live door verschillende artiesten gecoverd: Melissa Etheridge, David Gray en Casiotone for the Painfully Alone traden met het nummer op. Ook is het lied te vinden op cd's van Marah, Liv Kristine en Molly Johnson.

## NPO Radio 2 Top 2000
| Nummer met noteringen in de NPO Radio 2 Top 2000 | '01 | '02 | '03 | '04 | '05 | '06 | '07 | '08 | '09 | '10 | '11 | '12 | '13 | '14 | '15 | '16 | '17 | '18 | '19 | '20 | '21 | '22 | '23 | '24 |
| ------------------------------------------------ | --- | --- | --- | --- | --- | --- | --- | --- | --- | --- | --- | --- | --- | --- | --- | --- | --- | --- | --- | --- | --- | --- | --- | --- |
| Streets of Philadelphia                          | 76  | 159 | 162 | 116 | 136 | 147 | 114 | 131 | 170 | 161 | 140 | 171 | 143 | 183 | 193 | 158 | 189 | 167 | 148 | 150 | 162 | 176 | 168 | 150 |

1. ↑  Een vetgedrukt getal geeft de hoogste notering aan.
2. ↑  2001 was het eerste jaar met een notering voor dit nummer.

E Street Band: Bruce Springsteen · Roy Bittan · Nils Lofgren · Patti Scialfa · Garry Tallent · Steven Van Zandt · Max Weinberg
Jake Clemons · Charles Giordano · Soozie Tyrell
Voormalige leden: Ernest Carter · Clarence Clemons · Danny Federici · Vini Lopez · David Sancious
Voormalige tourmuzikanten:
Everett Bradley · Barry Danielian · Clark Gayton · Curtis King · Suki Lahav · Ed Manion · The Miami Horns · Cindy Mizelle · Michelle Moore · Tom Morello · Curt Ramm · Jay Weinberg